# Mason Rudolph
Edgar Mason Rudolph (Clarksville, 23 mei 1934 - Tuscaloosa, 18 april 2011) was een Amerikaans golfer.
Rudolph speelde zijn eerste professionele wedstrijd in 1958 en werd in 1959 "Rookie of the Year" van de Amerikaanse PGA Tour. In 1971 maakte hij deel uit van het Amerikaanse Ryder Cup-team. In 1990 werd hij opgenomen in de Tennessee Golf Hall of Fame.

## Overwinningen

### Amerikaanse PGA Tour
| Datum             | Toernooi                              | Score           | Score |
| ----------------- | ------------------------------------- | --------------- | ----- |
| 27 september 1959 | Golden Gate Championship              | 67-72-67-69=275 | -9    |
| 27 oktober 1963   | Fig Garden Village Open Invitational  | 66-67-71-71=275 | -13   |
| 2 maart 1964      | Greater New Orleans Open Invitational | 68-70-70-75=283 | -5    |
| 15 augustus 1966  | Thunderbird Classic                   | 69-70-70-69=278 | -10   |
| 27 september 1970 | Green Island Open Invitational        | 75-68-67-64=274 | -6    |

### Andere
- 1956 Tennessee Open
- 1959 Tennessee Open
- 1962 Haig & Haig Scotch Foursome (met Kathy Whitworth)
- 1963 Tennessee Open
- 1964 Tennessee Open
- 1966 Tennessee Open
- 1972 Tennessee Open